# カーリー・サイモン
カーリー・エリザベス・サイモン（英語: Carly Elisabeth Simon、1943年6月25日 - ）は、アメリカ合衆国出身の女性シンガーソングライター、ミュージシャン。フォークソング出身で、1970年代からソロに転向し、開花。1980年代にはアカデミー賞を受賞するなど、米国の代表的アーティストとして知られる。
第14回グラミー賞受賞。1988年度アカデミー歌曲賞受賞。1994年にソングライターの殿堂入りを果たした。
「ビルボードの選ぶ歴史上最も偉大なHot 100女性アーティスト」において50位。

## 略歴
ニューヨーク・ブロンクスの非常に裕福な家庭の子女として育った。父親は米国の大手出版社サイモン&シュスター創業者のリチャード・L・サイモン。1964年に姉のルーシーとフォーク・デュオのサイモン・シスターズを結成する。
1971年2月、アルバム『Carly Simon』でソロ・デビューを果たす。「幸福のノクターン」「アンティシペイション」がヒットした。第14回グラミー賞（1972年3月開催）で最優秀新人賞を受賞。
1972年に、ミック・ジャガーがバックボーカルで参加した曲「うつろな愛 (You're So Vain) 」及びアルバム『ノー・シークレッツ』（プロデュースはリチャード・ペリー）をリリースし、翌1973年にはシングル、アルバム共に全米1位の大ヒットとなる。同年11月にはジェームス・テイラーと結婚し、後に2児をもうけた。テイラーとは1983年に離婚。余談だが、竹内まりやはこの時の憔悴し切ったカーリーを見て『元気を出して』を制作している。1974年にはテイラーとのデュエットによるカバー曲「愛のモッキンバード」及びアルバム『ホットケーキ』がヒットした。
カーリーは1970年代前半のシンガーソングライター・ブームの一翼を担った。当時の音楽シーンで内省的なアーティストが多かった中で、明るく活動的なイメージを持ち、女性アーティストとしてはキャロル・キングやジョニ・ミッチェルと並ぶ人気を誇った。
1977年には映画「007 私を愛したスパイ」の主題歌「私を愛したスパイ (Nobody Does It Better) 」が全米2位のヒットとなる。さらに1978年にはマイケル・マクドナルドと共作した「ユー・ビロング・トゥ・ミー」が全米6位を記録し、収録アルバム『男の子のように』はBillboard 200で10位に達した。1981年には自身初のスタンダード集『トーチ』を発表した。
1989年には映画「ワーキング・ガール（Working Girl）」の主題歌「Let the River Run」（邦題 ステップ・バイ・ステップ）でアカデミー歌曲賞を受賞している。
この曲は後にTBS系ドラマHOTELの主題歌として1990年に白鳥英美子、1992年に島田歌穂によってカバーされ、1994年にはドラマの挿入歌として使用された。
2005年にスタンダードのカバー集『ムーンライト・セレナーデ』が全米7位を記録し、27年ぶりの全米トップ10アルバムとなった。
2022年5月4日、米Rock & Roll Hall of Fame Foundationのロックの殿堂にて、パフォーマンス賞を受賞。

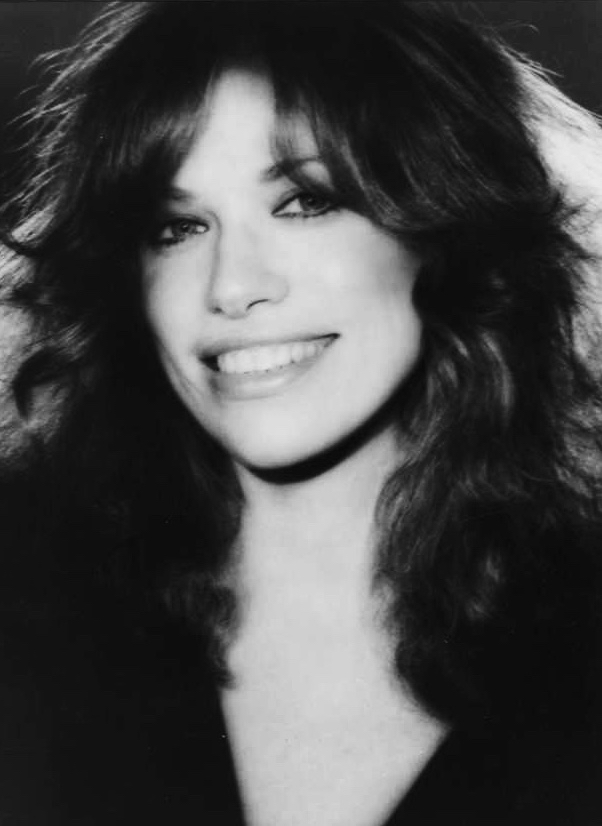
1978年頃のフォト
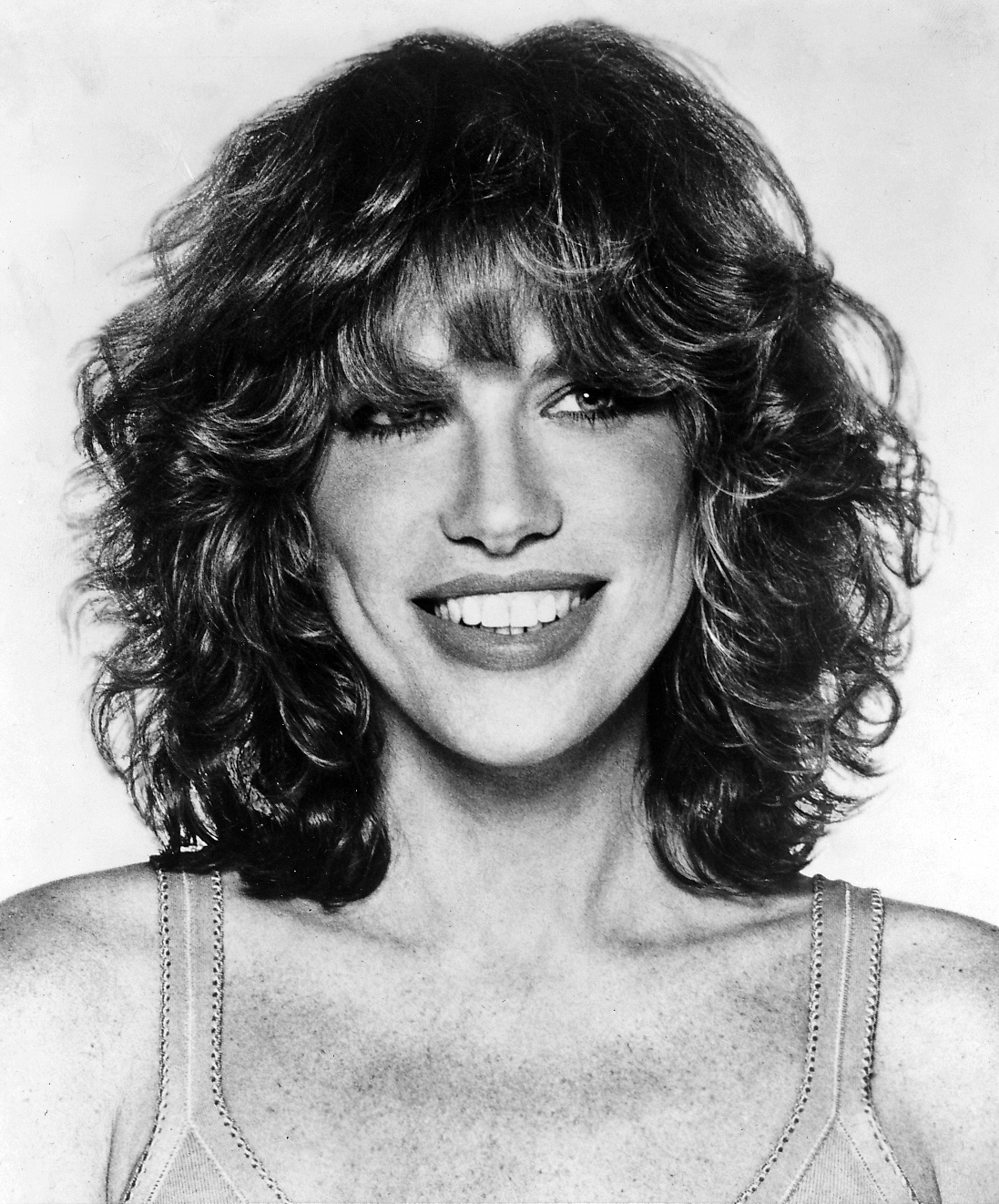
1978年頃のフォト

## ディスコグラフィ

### スタジオ・アルバム
- 『カーリー・サイモン』 - Carly Simon（1971年）
- 『アンティシペイション』 - Anticipation（1971年）
- 『ノー・シークレッツ』 - No Secrets（1972年）
- 『ホットケーキ』 - Hotcakes（1974年）
- 『人生はいたずら』 - Playing Possum（1975年）
- 『見知らぬ二人』 - Another Passenger（1976年）
- 『男の子のように』 - Boys in the Trees（1978年）
- 『スパイ』 - Spy（1979年）
- 『パーティへようこそ』 - Come Upstairs（1980年）
- 『トーチ』 - Torch（1981年）
- 『ハロー・ビッグ・マン』 - Hello Big Man（1983年）
- 『スポイルド・ガール』 - Spoiled Girl（1985年）
- 『カミング・アラウンド・アゲイン』 - Coming Around Again（1987年）
- 『マイ・ロマンス』 - My Romance（1990年）
- 『愛に揺れる想い』 - Have You Seen Me Lately（1990年）
- 『届かぬ手紙』 - Letters Never Sent（1994年）
- 『フィルム・ノアール〜銀幕への想い』 - Film Noir（1997年）
- 『ザ・ベッドルーム・テープス』 - The Bedroom Tapes（2000年）
- 『ムーンライト・セレナーデ』 - Moonlight Serenade（2005年）
- 『イントゥ・ホワイト』 - Into White（2007年）
- 『ディス・カインド・オブ・ラヴ』 - This Kind of Love（2008年）
- Never Been Gone（2009年）

### ライブ・アルバム
- 『グレイテスト・ヒッツ・ライヴ』 - Greatest Hits Live（1988年）

### サウンドトラック
- 『ワーキング・ガール』 - Working Girl（1989年） - マイク・ニコルズ監督映画のサウンドトラック
- 『ディス・イズ・マイ・ライフ』 - This Is My Life（1992年） - ノーラ・エフロン監督映画のサウンドトラック

### その他のアルバム
- Romulus Hunt: A Family Opera（1993年） - サイモンが作詞・作曲したオペラ作品のアルバムで、サイモン本人はボーナス・トラックのみ歌唱。